# Geitodoris planata
Geitodoris planata är en snäckart som först beskrevs av Joshua Alder och Hancock 1846.  Geitodoris planata ingår i släktet Geitodoris och familjen Discodorididae. Arten är reproducerande i Sverige. Inga underarter finns listade i Catalogue of Life.